# Municipalità di Clarence Valley
La municipalità di Clarence Valley è una local government area che si trova nel Nuovo Galles del Sud. Si estende su una superficie di 10.441 chilometri quadrati e ha una popolazione di 52.592 abitanti. La sede del consiglio si trova a Grafton.